# Nymphenburg Süd
Das Nachbarschaftsviertel Nymphenburg Süd ist ein Stadtquartier im Münchner Bezirk Neuhausen-Nymphenburg. Es wurde nach der Jahrtausendwende ab 2000 südlich erweitert und liegt am S-Bahnhof Laim. Das schwarze Büro-, Geschäfts- und Ärztehaus an der Wotanstraße AMBIGON bildet mit dem Platz an der Rosa-Bavarese-Straße das Zentrum. Der Nachbarschaftstreff Mosaik bietet für alle Altersgruppen etwas.
Die herausragenden Erholungs- und Freizeitmöglichkeiten durch den großen Sportpark Nymphenburg des ESV München e.V., den Hirschgarten samt Biergarten und nicht zuletzt der direkte Zugang über den Südeingang zum Schlosspark Nymphenburg prägen dieses Viertel.

## Lage
Der Nymphenburger Schlosspark bildet mit seiner Schlossmauer im Norden und Westen die Grenze des Nachbarschaftsviertels Nymphenburg Süd. Die Bahngleise der Stammstrecke markieren im Süden die Grenze zum Stadtbezirk Laim. Im Osten grenzt das Viertel an den Hirschgarten.

## Geschichte
Das Nachbarschaftsviertel Nymphenburg Süd war Teil des Stadtentwicklungsprojekts Hauptbahnhof–Laim–Pasing (HLP).
Beim Bau der Bahnstrecke München–Augsburg (1840) wurde der Hirschgarten verkleinert. Entlang der Gleisanlagen dominierten großflächige gewerbliche, industrielle und bahnbetriebliche Nutzungen, die seit den 1990er Jahren infolge der Privatisierung der Bahnanlagen weitgehend städtebaulich neu entwickelt wurden.

## Verkehr

### Radverkehr
Entlang der Gleise verläuft die beliebte Radl-Stammstrecke. Auf dieser Route erreicht man die Innenstadt oder Pasing in etwa 15 Minuten mit dem Rad. Die Strecke verläuft kilometerweit abseits des Autoverkehrs und ohne Ampeln oder Kreuzungen. Durch den Bau der 2. Stammstrecke wurde die Radl-Stammstrecke in Nymphenburg Süd ab 2018 unterbrochen. Sie verläuft nicht mehr autofrei über die Laimer Unterführung, sondern für viele Jahre durchs Viertel und an der Ampelkreuzung Wotanstraße/Winfriedstraße durch den tieferliegenden sogenannten Wotankessel.

### Öffentlicher Nahverkehr
Vom S-Bahnhof Laim gelangt man im Minutentakt zum Hauptbahnhof oder zum Fernbahnhof Pasing. Die Buslinie 168 mit der Endhaltestelle "Nymphenburg-Süd" am AMBIGON fährt über den Laimer Platz bis zur Wastl-Witt-Straße in Blumenau.

## Freizeit und Sport
- Am Süd-West Rand zwischen Schlossmauer und den Gleisanlagen liegt der Sportpark Nymphenburg des ESV München e.V.[3], einer der größten Sportvereine Münchens. Auf über 80.000 m2 Nutzfläche werden über 30 Sportarten angeboten.
- Über den Südeingang ist der Schlosspark Nymphenburg erschlossen und bietet viel Waldfläche zum Spazieren oder Joggen, sowie Gartenkunstwerke, kleine Seen und Burgen.
- Der Hirschgarten bietet zahlreiche Erholungsmöglichkeiten, wie den großen Biergarten, Skaterpark, Grillwiese und vieles mehr.